# Nađa Higl
Nađa Higl (cirillico serbo: Нађа Хигл; spesso scritto in inglese anche Nadja Higl; Pančevo, 2 gennaio 1987) è un'ex nuotatrice serba.
È stata campionessa mondiale di 200 m rana nel 2009.
Nel 2009, le è stato concesso il titolo di "Sportiva Serba dell'Anno" dal Comitato Olimpico Serbo ed ha vinto il Golden Badge, il premio per il miglior atleta della Serbia.

## Carriera
Ai Campionati mondiali di nuoto 2009 ha vinto la medaglia d'oro nei 200 m rana alla finale del 31 luglio, con un tempo di 2:21.62, il nuovo record europeo. Ciò l'ha resa la prima donna serba a diventare campionessa mondiale di nuoto.
Alle Olimpiadi 2008 ha gareggiato nei 100 e 200 m rana, concludendo la gara ai turni di qualificazione rispettivamente in 43ª e 33ª posizione. Alla XXV Universiade, ha vinto la medaglia d'argento sia nei 100 m che nei 200 m rana.

## Risultati
| Anno | Evento                  | Luogo      | Disciplina   | Posizione | Tempo   |
| ---- | ----------------------- | ---------- | ------------ | --------- | ------- |
| 2003 | Europei giovanili       | Glasgow    | 100m rana    | 24ª       | 1:15.95 |
| 2003 | Europei giovanili       | Glasgow    | 200m rana    | 16ª       | 2:38.59 |
| 2006 | Europei                 | Budapest   | 100m rana    | 44ª       | 1:16.99 |
| 2006 | Europei                 | Budapest   | 200m rana    | 25ª       | 2:40.73 |
| 2007 | Europei in vasca corta  | Debrecen   | 100m rana    | 23ª       | 1:11.10 |
| 2007 | Europei in vasca corta  | Debrecen   | 200m rana    | 23ª       | 2:31.14 |
| 2008 | Mondiali in vasca corta | Manchester | 100m rana    | 20ª       | 1:10.41 |
| 2008 | Mondiali in vasca corta | Manchester | 200m rana    | 15ª       | 2:28.47 |
| 2008 | Olimpiadi               | Pechino    | 100m rana    | 43ª       | 1:13.19 |
| 2008 | Olimpiadi               | Pechino    | 200m rana    | 33ª       | 2:32.78 |
| 2009 | Giochi del Mediterraneo | Pescara    | 100m rana    | 10ª       | 1:11.50 |
| 2009 | Giochi del Mediterraneo | Pescara    | 200m rana    | 4ª        | 2:29.79 |
| 2009 | Giochi del Mediterraneo | Pescara    | 4×100m misti | 5ª        | 4:14.14 |
| 2009 | Universiadi             | Belgrado   | 100m rana    | Argento   | 1:07.80 |
| 2009 | Universiadi             | Belgrado   | 200m rana    | Argento   | 2:24.20 |
| 2009 | Universiadi             | Belgrado   | 4×100m misti | 15ª       | 4:29.49 |
| 2009 | Mondiali                | Roma       | 100m rana    | 16ª       | 1:08.13 |
| 2009 | Mondiali                | Roma       | 200m rana    | Oro       | 2:21.62 |
| 2009 | Europei in vasca corta  | Istanbul   | 100m rana    | 11ª       | 1:06.41 |
| 2009 | Europei in vasca corta  | Istanbul   | 200m rana    | Argento   | 2:17.52 |
| 2010 | Europei                 | Budapest   | 100m rana    | 22ª       | 1:10.97 |
| 2010 | Europei                 | Budapest   | 200m rana    | 8ª        | 2:29.60 |
| 2011 | Campionati mondiali     | Shanghai   | 200m rana    | 6ª        | 2:25.93 |

## Vita privata
I genitori di Nađa si chiamano Dragan (Драган) e Snežana (Снежана). Suo fratello, Sebastijan (Себастијан), è il suo personal trainer.